# Qualifications du tournoi féminin de water-polo aux Jeux olympiques d'été de 2012
Pour un article plus général, voir Water-polo aux Jeux olympiques d'été de 2012.
Les qualifications pour le tournoi féminin de water-polo des 30ès Jeux olympiques d'été, ceux de 2012 à Londres, se tiennent préalablement entre juin 2011 et avril 2012.

## Mode de qualification
En novembre 2010, la Fédération internationale de natation a déterminé les compétitions offrant des places qualificatives aux Jeux olympiques d'été de 2012. En cas de renoncement aux places qualificatives, celles-ci sont réattribuées selon le classement des tournois olympiques de qualification d'avril 2012. Cette règle est appliquée à la confédération africaine puisqu'en janvier 2012 la FINA constate qu'il ne peut y avoir de tournoi africain de qualification.
Les équipes de Grande-Bretagne représentent le continent européen en tant que pays hôte.

## Équipes qualifiées pour les Jeux olympiques 2012
| Compétition                        | Date                  | Lieu                  | Nombre de places | Qualifiés                     |
| ---------------------------------- | --------------------- | --------------------- | ---------------- | ----------------------------- |
| Pays organisateur                  | –                     | –                     | 1                | Grande-Bretagne               |
| Jeux panaméricains de 2011         | 23 au 28 octobre 2011 | Guadalajara (Mexique) | 1                | États-Unis                    |
| Tournoi asiatique de qualification | 24 au 26 janvier 2012 | Chiba (Japon)         | 1                | Chine                         |
| Océanie                            | –                     | –                     | 1                | Australie                     |
| Tournoi africain de qualification  | annulé                | annulé                | 1 0              | -                             |
| Tournoi de qualification olympique | 15 au 22 avril 2012   | Trieste (Italie)      | 3+1              | Espagne Italie Russie Hongrie |
| Total                              |                       |                       | 8                |                               |

## Tournois de qualification

### Tournoi asiatique de qualification
Sous le nom de « Championnat asiatique de water-polo 2012 » (Asian Water Polo Championship 2012), a lieu la sélection d'une équipe féminine de la Fédération d’Asie de natation.
Dans ce tournoi, chaque équipe rencontre les autres une fois. L'équipe terminant première se qualifie pour les Jeux olympiques.
| Rang | Équipe     | Pts | J | G | N | P | Bp | Bc | Diff |
| ---- | ---------- | --- | - | - | - | - | -- | -- | ---- |
| 1    | Chine      | 6   | 2 | 2 | 0 | 0 | 39 | 14 | +25  |
| 2    | Kazakhstan | 3   | 2 | 1 | 0 | 1 | 20 | 29 | -9   |
| 3    | Japon      | 0   | 2 | 0 | 0 | 2 | 14 | 30 | -16  |

| Date       |            | Score |            | Quarts-temps          |
| ---------- | ---------- | ----- | ---------- | --------------------- |
| 24 janvier | Kazakhstan | 8-21  | Chine      | 2-6 ; 1-5 ; 4-4 ; 1-6 |
| 25 janvier | Japon      | 8-12  | Kazakhstan | 3-6 ; 2-1 ; 3-3 ; 0-2 |
| 26 janvier | Japon      | 6-18  | Chine      | 1-5 ; 1-6 ; 3-4 ; 1-3 |

| Classement final | Classement final |
| Place            | Équipe           |
| 1                | Chine            |
| ---------------- | ---------------- |
| 2                | Kazakhstan       |
| 3                | Japon            |

L'équipe de Chine se qualifie pour les Jeux olympiques.

### Tournoi de qualification olympique
En avril 2012, est organisé un tournoi pour affecter trois places de qualification olympique chez les dames.
Le tournoi féminin de qualification olympique a lieu du 15 au 22 avril 2012 à Trieste, en Italie (Europe).
Deux groupes sont constitués en phase préliminaire, de quatre et cinq équipes, lors d’un tirage au sort effectué le 19 février 2012 à Londres. La phase finale permet d’établir un classement final qui détermine l'attribution des quotas olympiques, les quatre initiaux puis ceux ouverts par le retrait d’une équipe déjà qualifiée.

#### Groupe A
| Rang | Équipe  | Pts | J | G | N | P | Bp | Bc | Diff |
| ---- | ------- | --- | - | - | - | - | -- | -- | ---- |
| 1    | Hongrie | 4   | 3 | 2 | 0 | 1 | 32 | 32 | 0    |
| 2    | Russie  | 4   | 3 | 2 | 0 | 1 | 39 | 37 | +2   |
| 3    | Espagne | 2   | 3 | 1 | 0 | 2 | 30 | 31 | -1   |
| 4    | Italie  | 2   | 3 | 1 | 0 | 2 | 33 | 34 | -1   |

| Date     |         | Score |         | Quarts-temps          |
| -------- | ------- | ----- | ------- | --------------------- |
| 17 avril | Russie  | 12-13 | Hongrie | 2-3 ; 3-3 ; 4-4 ; 3-3 |
| 17 avril | Italie  | 9-10  | Espagne | 4-2 ; 2-2 ; 0-1 ; 3-5 |
| 18 avril | Russie  | 12-11 | Espagne | 3-2 ; 3-3 ; 3-4 ; 3-2 |
| 18 avril | Italie  | 11-9  | Hongrie | 1-3 ; 4-2 ; 4-4 ; 2-0 |
| 19 avril | Hongrie | 10-9  | Espagne | 2-0 ; 3-2 ; 2-5 ; 3-2 |
| 19 avril | Russie  | 15-13 | Italie  | 3-4 ; 6-3 ; 4-4 ; 2-2 |

#### Groupe B
| Rang | Équipe     | Pts | J | G | N | P | Bp | Bc | Diff |
| ---- | ---------- | --- | - | - | - | - | -- | -- | ---- |
| 1    | Pays-Bas   | 7   | 4 | 3 | 1 | 0 | 62 | 28 | +34  |
| 2    | Grèce      | 6   | 4 | 3 | 0 | 1 | 55 | 27 | +28  |
| 3    | Canada     | 5   | 4 | 2 | 1 | 1 | 39 | 29 | +10  |
| 4    | Kazakhstan | 1   | 4 | 0 | 1 | 3 | 26 | 53 | -27  |
| 5    | Brésil     | 1   | 4 | 0 | 1 | 3 | 19 | 64 | -45  |

| Date     |            | Score |            | Quarts-temps          |
| -------- | ---------- | ----- | ---------- | --------------------- |
| 15 avril | Canada     | 15-4  | Kazakhstan | 3-2 ; 3-2 ; 5-0 ; 4-0 |
| 15 avril | Brésil     | 4-23  | Pays-Bas   | 1-6 ; 1-6 ; 1-4 ; 1-7 |
| 16 avril | Pays-Bas   | 11-11 | Canada     | 2-3 ; 2-3 ; 3-1 ; 4-4 |
| 16 avril | Grèce      | 23-4  | Brésil     | 7-1 ; 5-1 ; 6-1 ; 5-1 |
| 17 avril | Kazakhstan | 7-15  | Pays-Bas   | 1-4 ; 3-6 ; 2-3 ; 1-2 |
| 17 avril | Canada     | 2-10  | Grèce      | 0-2 ; 0-1 ; 1-2 ; 1-5 |
| 18 avril | Grèce      | 16-8  | Kazakhstan | 4-3 ; 6-1 ; 5-2 ; 1-2 |
| 18 avril | Brésil     | 4-11  | Canada     | 1-2 ; 2-4 ; 0-3 ; 1-2 |
| 19 avril | Kazakhstan | 7-7   | Brésil     | 3-1 ; 1-2 ; 2-3 ; 1-1 |
| 19 avril | Grèce      | 6-13  | Pays-Bas   | 2-3 ; 1-3 ; 1-4 ; 2-3 |

#### Phases finales du TQO féminin
| Date             |         | Score |            | Quarts-temps          |
| ---------------- | ------- | ----- | ---------- | --------------------- |
| Quarts de finale |         |       |            |                       |
| 20 avril 2012    | Hongrie | 18-5  | Kazakhstan | 6-1 ; 3-1 ; 4-1 ; 5-2 |
| 20 avril 2012    | Russie  | 7-6   | Canada     | 4-1 ; 1-1 ; 1-3       |
| 20 avril 2012    | Espagne | 9-7   | Grèce      | 1-0 ; 5-6 ; 2-1 ; 1-0 |
| 20 avril 2012    | Italie  | 7-6   | Pays-Bas   | 2-2 ; 3-3 ; 0-1 ; 2-0 |
| Demi-finales     |         |       |            |                       |
| 21 avril 2012    | Hongrie | 8-10  | Espagne    | 0-2 ; 4-3 ; 2-3 ; 2-2 |
| 21 avril 2012    | Russie  | 13-14 | Italie     | 5-5 ; 2-3 ; 4-3 ; 2-3 |
| Finale           |         |       |            |                       |
| 22 avril 2012    | Espagne | 9-5   | Italie     | 2-1 ; 4-1 ; 1-3 ; 2-0 |

| Date                           |            | Score |          | Quarts-temps                          |
| ------------------------------ | ---------- | ----- | -------- | ------------------------------------- |
| Premiers matches de classement |            |       |          |                                       |
| 21 avril 2012                  | Kazakhstan | 9-21  | Grèce    | 1-7 ; 4-4 ; 2-6 ; 2-4                 |
| 21 avril 2012                  | Canada     | 13-16 | Pays-Bas | 3-6 ; 3-4 ; 5-3 ; 2-3                 |
| 7e/8e                          |            |       |          |                                       |
| 22 avril 2012                  | Kazakhstan | 2-17  | Canada   | 0-5 ; 0-5 ; 1-2 ; 1-5                 |
| 5e/6e                          |            |       |          |                                       |
| 22 avril 2012                  | Grèce      | 10-11 | Pays-Bas | 1-2 ; 2-4 ; 5-2 ; 1-1 ; P : 0-1 ; 1-1 |
| 3e/4e                          |            |       |          |                                       |
| 22 avril 2012                  | Hongrie    | 13-18 | Russie   | 4-5 ; 4-5 ; 3-5 ; 2-3                 |

#### Classement final du TOQ féminin
|                    | Équipes    |
| Médaille d'or      | Espagne    |
| Médaille d'argent  | Italie     |
| Médaille de bronze | Russie     |
| 4                  | Hongrie    |
| ------------------ | ---------- |
| 5                  | Pays-Bas   |
| 6                  | Grèce      |
| 7                  | Canada     |
| 8                  | Kazakhstan |
| 9                  | Brésil     |

Les équipes qualifiées pour les Jeux olympiques voient leur nom figuré en caractères gras.